# Pennarhodeus pennatus
Pennarhodeus pennatus är en spindeldjursart som beskrevs av Wolfgang Karg 2000. Pennarhodeus pennatus ingår i släktet Pennarhodeus och familjen Rhodacaridae. Inga underarter finns listade i Catalogue of Life.